# ニック・フィールヘフェル
ニック・フィールヘフェル（Nick Viergever、1989年8月3日 - ）は、オランダ・カペレ・アーン・デン・エイセル出身のサッカー選手。FCユトレヒト所属。ポジションはDF。

## クラブ経歴
スパルタ・ロッテルダムのユースで育成され、2009年5月10日、NECとの試合でプロデビュー。
2010年7月、AZアルクマールへと移籍した。2012-13シーズンからはチームの副キャプテンを務めた。AZでは4シーズンの在籍で公式戦158試合に出場し、8得点を挙げた。
2014年5月24日、アヤックス・アムステルダムと4年契約を結んだ。8月3日のヨハン・クライフ・スハール決勝PECズウォレ戦でデビュー。8月10日、リーグデビューとなったフィテッセ戦ではいきなりゴールを決めている。1年目は本職のセンターバックではなくサイドバックや守備的ミッドフィールダーでの出場が多かった。2015-16シーズンは序盤こそ出場機会を失ったものの、後半戦以降は安定した出番を得た。
2018年5月2日、アヤックスとの契約満了により、ライバルにあたるPSVアイントホーフェンに加入した。
2021年8月31日、SpVggグロイター・フュルトと2年契約を結んだ。
2022年5月16日、ユトレヒトと2年契約を結んだ。

## 代表経歴
2012年8月15日、ベルギー代表との親善試合でオランダ代表デビュー。

## タイトル

### クラブ
AZ
- KNVBカップ : 1回 (2012-13)